# ダキシボツリヌス毒素A
ダキシボツリヌス毒素A（英: DaxibotulinumtoxinA）は、商標名のダキシファイ（英: Daxxify）で販売されている医薬品であり、眉間のしわの改善などに用いられる。また痙性斜頸の治療にも用いられる。 投与法は筋肉注射である。効果がみられるのは最長で6か月である。
一般的な副作用には、頭痛、眼瞼下垂、表情筋を動かすことが困難になるなどである。このほかの副作用には、嚥下や呼吸の問題などがあげられる。ダキシボツリヌス毒素Aは、アセチルコリンの放出を阻害するボツリヌス毒素Aであり、神経筋遮断薬である。
米国でダキシボツリヌス毒素Aが医薬品として認可されたのは2022年である。 商業的にはボトックスの競合相手である。